# James Davis (Leichtathlet)
James Davis (* 19. März 1976 in Champaign) ist ein US-amerikanischer Sprinter, der sich auf den 400-Meter-Lauf spezialisiert hat.
2000 und 2001 wurde er US-Hallenmeister. Bei den Leichtathletik-Hallenweltmeisterschaften 2001 in Lissabon erreichte er das Finale, zog sich dort aber eine Verletzung in der ischiocruralen Muskulatur zu und musste aufgeben.
2003 war er der Startläufer des US-amerikanischen Teams in der 4-mal-400-Meter-Staffel bei den Hallenweltmeisterschaften in Birmingham. Das US-Quartett lief in der Besetzung Davis, Jerome Young, Milton Campbell und Tyree Washington auf dem ersten Platz ein, wurde aber nachträglich disqualifiziert, da Young fortlaufendes Doping für den Zeitraum von 1999 bis 2003 eingestand und deswegen seine damaligen Resultate annulliert wurden. Im Sommer gewann er mit der US-Stafette Silber bei den Panamerikanischen Spielen in Santo Domingo.
2008 kam Davis noch einmal zu einem internationalen Einsatz in der 4-mal-400-Meter-Staffel bei den Hallenweltmeisterschaften in Valencia und gewann Gold zusammen mit Jamaal Torrance, Greg Nixon und Kelly Willie.
James Davis studierte an der University of Colorado und arbeitet als Data Integrity Analyst beim Unternehmen Intrado.

## Persönliche Bestzeiten
- 200 m: 20,76 s, 30. März 2002, Tempe, AZ 30/03/2002
  - Halle: 21,13 s, 11. Februar 2006, Nampa
- 400 m: 45,21 s, 21. April 2002, Walnut
  - Halle: 45,54 s, 4. März 2000, Atlanta